# 貌桑卡
貌桑卡（1993年1月5日—），另译貌桑哈、貌沙卡、芒桑卡 ，缅甸诗人、人权活动家和缅族人民解放军总司令。

## 生涯
2012年，貌桑卡作为青年工作组代表加入全国民主联盟。 
2016年，他因发表“一首关于在他的阴茎纹上总统吴登盛的诗”而被判处六个月监禁。
2018年1月15日，貌桑卡创立了Athan （“声音”），这是一个旨在“促进缅甸的言论自由和新闻自由”的组织。2018年12月，该组织因其对“促进缅甸言论自由”的贡献而获得荷兰王国大使馆颁发的奖项。他还辞去了全国民主联盟的职务，理由是与昂山素季在政府保护新闻自由和少数群体待遇方面的行动存在分歧。他成为2021-2022年缅甸抗议活动的领导人。
2022年4月17日，他与他人共同创立了缅族人民解放军并担任指挥官，这是一个致力于在缅甸实现民族联邦制的民族武装组织。